# Maurice Rollinat

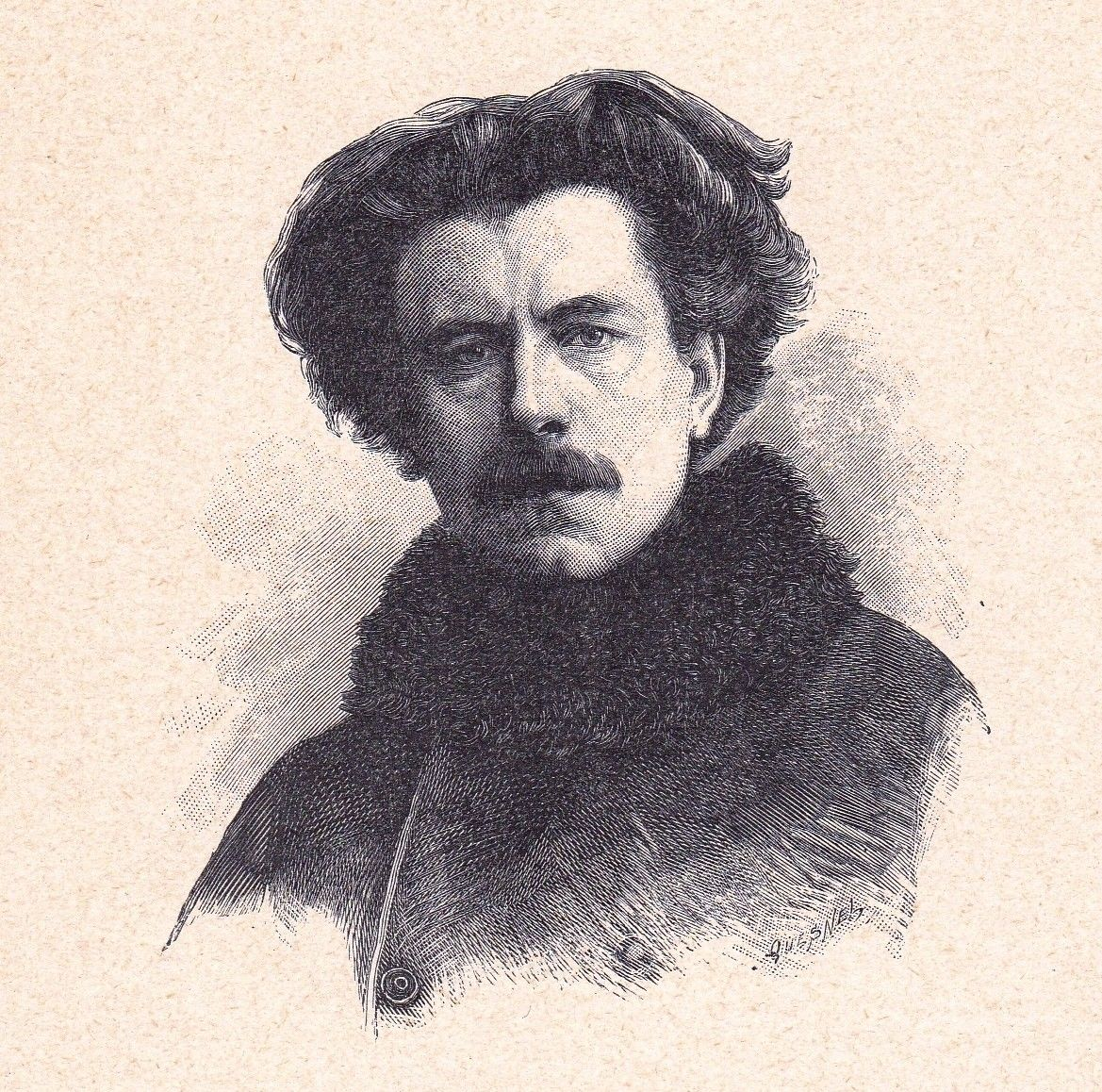
Maurice Rollinat, 1846–1903

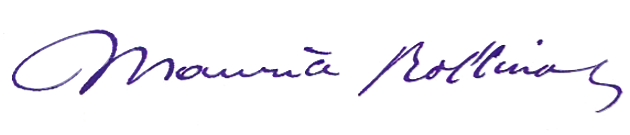
Unterschrift von Maurice Rollinat

Maurice Rollinat (* 29. Dezember 1846 in Châteauroux; † 26. Oktober 1903 in Ivry-sur-Seine) war ein französischer Dichter.

## Frühe Werke
Sein Vater saß als Abgeordneter für das Département Indre in der französischen Nationalversammlung, er war mit George Sand befreundet, deren Einfluss auf Rollinats Erstlingswerk Dans les brandes (1877) von entscheidender Bedeutung war.

## Kurzzeitiger Ruhm
Kurz nach der Erstpublikation brach Rollinat mit dem literarischen Realismus und schloss sich einem von Émile Goudeau gegründeten Zirkel an, der sich Les Hydropathes nannte und als Teil der literarischen Décadence verstand. In der Folge entstanden die Gedichte, für die Rollinat berühmt wurde. In seinem berühmtesten Werk Les Névroses sah er sich in der Nachfolge von Charles Baudelaire. Rollinats Bildsprache greift dessen Faszination für Tod und Verwesung auf. Weit weniger provozierend waren seine späteren Werke L'Abîme (1886), La Nature und ein Buch mit Kinderversen: Le Livre de la Nature (1893). Rollinats Freund Jules Barbey d'Aurevilly schrieb über seine Gedichte: "In der Echtheit und Tiefe seines Satanismus ist Rollinat sogar Baudelaire überlegen."
Rollinat fand auch als Musiker Gehör, er vertonte einige seiner Dichtungen selbst. Mehrmals wöchentlich trat er am Montmartre im Cabaret Le Chat Noir als Pianist auf. Zu seinen musikalischen Bewunderern zählten Leconte de Lisle und Oscar Wilde.
Rollinat war verheiratet mit der Schauspielerin Cécile Pouettre. Nach dem Tod seiner Frau verfiel er zunehmend in eine Psychose und starb, nach mehreren erfolglosen Selbstmordversuchen, in der Irrenanstalt in Ivry-sur-Seine. Er liegt begraben auf dem Friedhof Saint-Denis in Châteauroux.

## Werke
- 1877: Dans les brandes
- 1883: Les Névroses
- 1886: L'Abîme
- 1887: Dix mélodies nouvelles
- 1892: La Nature
- 1893: Le Livre de la nature (anthology)
- 1896: Les Apparitions
- 1898: Ce que dit la Vie et ce que dit la Mort
- 1899: Paysages et paysans
- 1903: En errant, proses d'un solitaire

### Posthume Veröffentlichungen
- 1904: Ruminations : proses d'un solitaire
- 1911: Les Bêtes